# Parafa
Parafa (z fr. paraphe, z gr. paragraphos „(znak) dopisany obok”) – znak graficzny w postaci inicjałów jego autora. Parafę odróżnia się od skrótu podpisu, tj. podpisu składanego z pominięciem niektórych liter. Parafa nie jest pojęciem zdefiniowanym w polskim prawie, choć istnieje w orzecznictwie.